# Ilha Shannon
A ilha Shannon (em dinamarquês:  Shannon Ø) é uma grande ilha frente à costa oriental da Gronelândia, nas águas do mar da Gronelândia, a leste de Hochstetter Foreland. Tem uma área de 1258 km². 
A ilha Shannon está desabitada e integra o Parque Nacional do Nordeste da Gronelândia, que compreende toda a parte nordeste da Gronelândia.

## História
Foi assim chamada por Douglas Charles Clavering na sua expedição de 1823 a bordo do HMS Griper em homenagem a uma fragata da Royal Navy, a HMS Shannon, de 38 canhões, na qual tinha servido anteriormente como guarda-marinho sob comando de Sir Philip Broke.